# 1. јун
1. јун (1.6.) је 152. дан године по грегоријанском календару (153. у преступној години). До краја године има још 213 дана.

## Догађаји
- 193 — Римски цар Дидије Јулијан убијен након свега два месеца владавине.
- 987 — Иго Капет изабран за краља Француске.
- 1198 — Византијски цар Алексије III Анђел одобрио српском великом жупану Стефану Немањи и његовом сину монаху Сави да на рушевинама Хиландариона подигну нови манастир Свете горе, српски манастир Хиландар.
- 1455 — Османски султан Мехмед II Освајач заузео Ново Брдо, највећи рударски центар средњовековне Србије.
- 1479 — Основан универзитет у Копенхагену.
- 1533 — Ана Болен је крунисана за краљицу Енглеске.
- 1535 — Војска Карла V је заузела Тунис и протерају Османлије из Туниса током освајања Туниса.
- 1562 — Цар Светог римског царства Фердинанд I и отомански султан Сулејман I Величанствени потписали мировни споразум којим се Фердинанд одрекао Ердеља у корист турског вазала Јована Запоље.
- 1660 — Мери Дајер је обешена у Бостону због сталног кршења закона који је забрањивао квекере у Колонији Масачусетског залива.
- 1670 — Чарлс II и Луј XIV су потписали тајни споразум, по ком би Енглеска помогла Француској у њеном рату против Низоземске републике у замену за француску помоћ у приближавању Енглеске Католичкој цркви.
- 1671 — Турска је објавила рат Пољској.
- 1869 — Шпанија донела нови устав којим је проглашена слобода вероисповести и штампе, уведен је суд са поротом и грађански брак.
- 1880 — У САД инсталирана прва јавна телефонска говорница у свету, у згради „Јејл банке“ у Њу Хејвену.
- 1898 — Почео шаховски турнир у Бечу, Аустрија.
- 1939 — Кнез Павле Карађорђевић посетио Берлин, због чега је Адолф Хитлер приредио војну велику параду да остави утисак на њега.
- 1939 — Први лет ловачког авиона Фоке-Вулф Fw-190.
- 1941 — Окончана је битка за Крит предајом острва Крит Немачкој.
- 1941 — Југословенски краљ Петар II Карађорђевић потписао је указ о именовању за председника југословенске владе у избеглиштву бившег хрватског бана Ивана Шубашића.
- 1952 — Отворен је за пловидбу канал Волга-Дон, који спаја Каспијско језеро са Црним морем.
- 1958 — Генерал Шарл де Гол постао је француски премијер у јеку кризе око будућности француских колонија у северној Африци. У децембру те године Де Гол је први пут изабран за председника државе. Други председнички мандат добио је на изборима 1965.
- 1969 — Кандидат деголиста Жорж Помпиду изабран је за председника Француске након што је Шарл де Гол поднео оставку.
- 1973 — Британски Хондурас променио назив у Белизе.
- 1973 — Председник грчке војне владе Јоргос Пападопулос укинуо монархију и прогласио републику.
- 1980 — Америчка кабловска ТВ мрежа ЦНН почела са радом.
- 1987 — У експлозији бомбе подметнуте у хеликоптер којим се превозио из Бејрута у Триполи убијен либански премијер Рашид Карами.
- 1990 — Председници Совјетског Савеза и САД Михаил Горбачов и Џорџ Буш потписали су споразум о престанку производње хемијског оружја и о уништавању тог оружја до краја 1992.
- 1993 — Смењен председник СР Југославије Добрица Ћосић, први председник СРЈ изабран у јуну 1992. Његово смењивање изазвало је револт неколико хиљада Београђана окупљених испред зграде Скупштине. Под оптужбом да су изазвали нереде, у којима је погинуо један полицајац, а више људи рањено, ухапшени су лидер Српског покрета обнове Вук Драшковић и његова супруга Даница. Пуштени су 9. јула аболицијом председника Србије Слободана Милошевића. Нови председник СРЈ постао је 25. јуна високи функционер Социјалистичке партије Србије Зоран Лилић.
- 1994 —
  - Јужна Африка се након 33 године поново вратила у Комонвелт.
  - Армандо Калдерон Сол постао први председник Салвадора након готово десетогодишњег грађанског рата.
- 1997 — На парламентарним изборима у Француској победила је удружена левица, а премијер је постао лидер Социјалистичке партије Лионел Жоспен.
- 2000 — Хашки трибунал за злочине почињене у Руанди 1994. године, осудио је белгијског новинара на 12 година затвора јер је подстицао злочине у својим радио емисијама.
- 2001 —
  - Непалски престолонаследник принц Дипендра убио је у палати у Катмандуу своје родитеље, краља Бирендру и краљицу Ајсварају и још шест чланова породице, а потом извршио самоубиство. Државна комисија саопштила да је принц био под утицајем алкохола и дроге.
  - У експлозији бомбе у ноћном клубу у Тел Авиву, коју је активирао палестински бомбаш самоубица, погинула је 21 особа.
- 2003 — Председник Русије Владимир Путин допутовао је у посету Великој Британији на позив британске краљице Елизабете II. Он је први шеф руске државе који је као званични гост ушао у краљевску палату у Лондону, после цара Александра Другог 1874.
- 2007  — Дан реке Саве обележава се сваког 1. јуна од 2007. године када је службено проглашен од стране Савске комисије.
- 2015 — Путнички брод са 450 особа преврнуо се на реци Јангце на југу Кине.
- 2016 — Званично отворен Готардски базни тунел, најдужи и најдубљи саобраћајни тунел на свету дуг 57 километара.

## Рођења
- 1796 — Никола Леонард Сади Карно, француски физичар. († 1832)[1]
- 1804 — Михаил Глинка, руски композитор. († 1857)[2]
- 1886 — Владимир Бецић, хрватски сликар. († 1954)[3]
- 1910 — Ерик Бајвотерс, енглески биолог, реуматолог и патолог. († 2003)
- 1926 — Мерилин Монро, америчка глумица, певачица, модел и забављачица. († 1962)[4]
- 1934 — Ивица Бедњанец, хрватски цртач стрипа, хумориста и сценарист.  († 2011)[5]
- 1936 — Беким Фехмију, југословенски глумац. († 2010)[6]
- 1937 — Колин Макалоу, аустралијска књижевница. († 2015)[7]
- 1937 — Морган Фриман, амерички глумац, наратор и редитељ.[8]
- 1940 — Рене Обержонуа, амерички глумац, певач и редитељ. († 2019)[9]
- 1940 — Дик Хојт, маратонац и тријатлонац који је на такмичењима гурао свог сина с инвалидитетом Рика (Тим Хојт). († 2021)
- 1941 — Драгољуб Ојданић, југословенско и српско војно лице, начелник Генералштаба ВЈ (1998—2000). († 2020)
- 1943 — Барбара Мартин, америчка певачица, најпознатија као једна од првобитних чланица групе The Supremes.
- 1946 — Брајан Кокс, шкотски глумац.[10]
- 1947 — Рони Вуд, енглески музичар, најпознатији као члан групе .[11]
- 1947 — Џонатан Прајс, велшки глумац.[12]
- 1947 — Мирослав Радовановић, српски певач. († 2020)
- 1955 — Душан Савић, српски фудбалер.[13]
- 1959 — Алан Вајлдер, енглески музичар и музички продуцент, најпознатији као дугогодишњи члан групе .[14]
- 1967 — Нивес Иванковић, хрватска глумица.[15]
- 1973 — Хајди Клум, немачки модел.[16]
- 1973 — Јадранка Нанић Јовановић, српска глумица.[17]
- 1974 — Аланис Морисет, канадска музичарка, музичка продуценткиња и глумица.[18]
- 1974 — Мајкл Расмусен, дански бициклиста.[19]
- 1977 — Сара Вејн Калис, америчка глумица.[20]
- 1977 — Данијела Харис, америчка глумица и редитељка.[21]
- 1977 — Предраг Шупут, српски кошаркаш.[22]
- 1978 — Александар Шапић, српски ватерполиста и политичар.[23]
- 1980 — Ивана Јовановић, српска глумица.[24]
- 1981 — Бренди Карлајл, америчка музичарка и музичка продуценткиња.[25]
- 1982 — Жистин Енен, белгијска тенисерка.[26]
- 1983 — Силвија Хукс, холандска глумица.[27]
- 1985 — Тирунеш Дибаба, етиопска атлетичарка.[28]
- 1988 — Хавијер Ернандез, мексички фудбалер.[29]
- 1993 — Џони О’Брајант, амерички кошаркаш.[30]
- 1994 — Коди Милер Макинтајер, амерички кошаркаш.[31]
- 1995 — Полина Попова, руски модел, Мис Русије (2017).
- 1996 — Том Холанд, енглески глумац.[32]

## Смрти
- 193 — Дидије Јулијан, римски цар (рођ. 133).[33]
- 1815 — Луј Александар Бертје, француски маршал и начелник генералштаба у доба Наполеонских ратова. (рођ. 1753).[34]
- 1841 — Никола Апер, француски проналазач (рођ. 1749).[35]
- 1841 — Џејмс Бјукенан, петнаести председник Сједињених Америчких Држава. (рођ. 1791).[36]
- 1876 — Христо Ботев, бугарски песник, револуционар и публициста (рођ. 1848).
- 1946 — Јон Антонеску, румунски генерал (рођ. 1882).[37]
- 1948 — Јаша Продановић, српски политичар и писац (рођ. 1867).[38]
- 1952 — Џон Дјуи, амерички филозоф, социјални критичар и теоретичар образовања. (рођ. 1859).[39]
- 1953 — Емануел Видовић, хрватски сликар импресиониста. (рођ. 1870).[40]
- 1968 — Хелен Келер, америчка књижевница и педагошкиња. (рођ. 1880).[41]
- 1987 — Рашид Карами, либански премијер (рођ. 1921).[42]
- 2005 — Џорџ Микан, амерички кошаркаш (рођ. 1924).[43]
- 2008 — Ив Сен Лоран, француски модни дизајнер.  (рођ. 1936).[44]
- 2013 — Јелена Генчић, тенисерка, рукометашица, тениски тренер (рођ. 1936)
- 2017 — Алојз Мок, аустријски политичар (рођ. 1934)[45]
- 2018 — Синан Сакић, српски фолк певач (рођ. 1956)[46]
- 2019 — Хосе Антонио Рејес, шпански фудбалер (рођ. 1983)[47]

## Празници и дани сећања
- Међународни празници
  - Дан деце
  - Светски дан млека
- Српска православна црква слави:
  - Светог мученика Патрикија - епископа бруског
  - Светог Јована - епископа готског
  - Светог кнеза Јована Вологодског